# Các đảng phái chính trị ở Hoa Kỳ
Các đảng chính trị ở Hoa Kỳ bị chi phối bởi hai đảng lớn. Từ những năm 1850, hai đảng này đã là Đảng Dân chủ và Đảng Cộng hòa. Hệ thống hai đảng này dựa trên luật pháp, quy tắc đảng và tập quán. Nhiều đảng nhỏ khác nhau đến và đi và đôi khi giành được các vị trí nhỏ ở cấp tiểu bang và địa phương. Văn phòng địa phương thường không theo đảng phái.

## Tổng quan
Sự cần thiết phải giành được sự ủng hộ phổ biến trong một nước cộng hòa đã dẫn đến phát minh của Mỹ về các đảng chính trị dựa trên cử tri vào những năm 1790. Người Mỹ đặc biệt sáng tạo trong việc đưa ra các kỹ thuật chiến dịch mới liên kết dư luận với chính sách công thông qua đảng.
Các nhà khoa học và sử gia chính trị đã chia sự phát triển của hệ thống hai đảng của Mỹ thành năm thời đại. Hệ thống hai đảng đầu tiên bao gồm Đảng Liên bang, những người ủng hộ việc phê chuẩn Hiến pháp và Đảng Cộng hòa Dân chủ hoặc Đảng Chống chính quyền (chống Liên bang), những người chống lại chính quyền trung ương hùng mạnh, trong số những người khác, rằng Hiến pháp được thành lập khi nó có hiệu lực vào năm 1789.
Hệ thống hai đảng hiện đại bao gồm Đảng Dân chủ và Đảng Cộng hòa. Một số Đảng thứ ba cũng hoạt động ở Mỹ và thỉnh thoảng được bầu vào văn phòng địa phương. Đảng thứ ba lớn nhất kể từ những năm 1980 là Đảng Tự do.
Bên cạnh các đảng Hiến pháp, Xanh và Tự do, có nhiều đảng chính trị khác chỉ nhận được hỗ trợ tối thiểu và chỉ xuất hiện trên lá phiếu ở một hoặc một vài bang.
Một số ứng cử viên chính trị, và nhiều cử tri, chọn không liên kết với một đảng phái chính trị cụ thể. Ở một số bang, ứng cử viên độc lập không được phép bỏ phiếu trong các cuộc bầu cử sơ bộ, nhưng ở những nước khác, họ có thể bỏ phiếu trong bất kỳ cuộc bầu cử sơ bộ nào theo lựa chọn của họ. Mặc dù thuật ngữ "độc lập" thường được sử dụng như một từ đồng nghĩa của "ôn hòa", "trung tâm" hoặc "cử tri", để chỉ một chính trị gia hoặc cử tri giữ quan điểm kết hợp các khía cạnh của cả hai hệ tư tưởng tự do và bảo thủ, hầu hết mô tả độc lập luôn ủng hộ một trong hai đảng lớn khi đến lúc bỏ phiếu, theo Vox Media.